# Cerkiew Opieki Matki Bożej w Parchomiwce

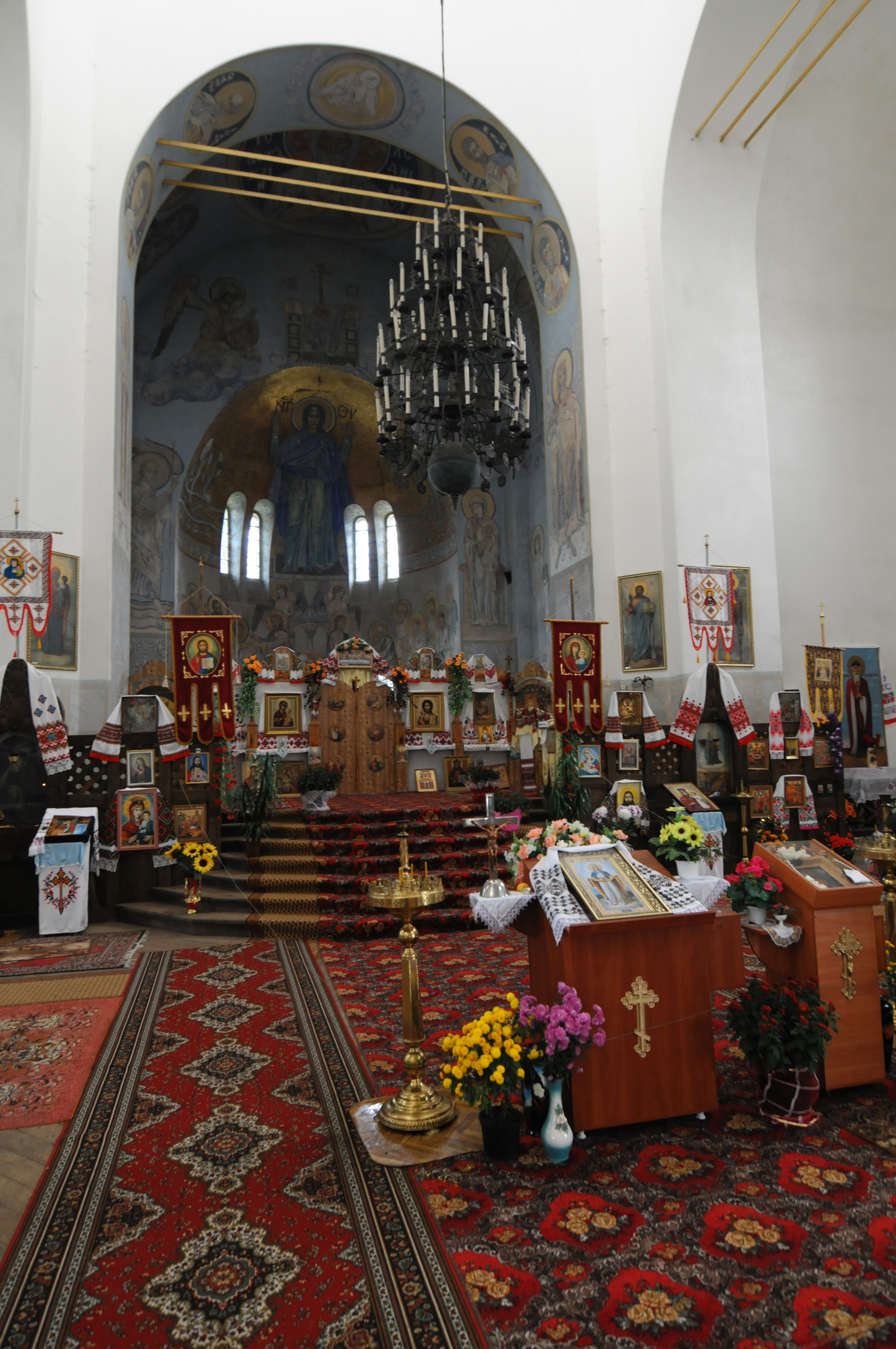
Wnętrze

Cerkiew Opieki Matki Bożej – prawosławna cerkiew w Parchomiwce.

## Historia
Obiekt został zbudowany w latach 1903–1906. Inicjatorem jego budowy był właściciel miejscowych dóbr, Wiktor Gołubiew, który zmarł jednak jeszcze przed rozpoczęciem prac nad planowaną cerkwią. Projekt ojca doprowadzili do końca jego synowie Wiktor i Lew. Autorem projektu świątyni był Władimir Pokrowski, natomiast wewnętrzną dekorację obiektu opracował Nikołaj Roerich. Jego plany zostały jednak zrealizowane tylko w niewielkiej części – powstały mozaiki „Opieka Matki Bożej” oraz „Zbawiciel Nie Ludzką Ręką Uczyniony”.
Po rewolucji październikowej świątynię planowano początkowo zaadaptować na klub, ostatecznie powstał w niej magazyn. Cerkiew ulegała stopniowej dewastacji, niektóre jej elementy zostały rozebrane w celu pozyskania materiałów budowlanych. Dopiero w 1979 świątynię uznano za zabytek architektury, zaś w 1982 rozpoczęły się na jej terenie prace konserwatorskie. W 1987, w związku z możliwym przyjazdem do Parchomiwki Światosława Roericha, syna autora projektów mozaik, prace zostały zintensyfikowane. Gdy jednak planowana wizyta nie doszła do skutku, ponownie zostały one przerwane. Cerkiew w Parchomiwce została przywrócona do użytku liturgicznego dopiero w 1992. Należała do parafii Ukraińskiego Kościoła Prawosławnego Patriarchatu Kijowskiego, od 2018 r. znajduje się w jurysdykcji Kościoła Prawosławnego Ukrainy.

## Architektura
Cerkiew przeznaczona jest dla dwóch tysięcy wiernych. Obiekt wzniesiony został z żelazobetonu, marmuru, granitu, wykorzystano przy nim także stal i drewno. Dzwonnica świątyni wznosi się na wysokość 50 metrów. W architekturze budynku dostrzegalne są elementy gotyckie, jak również elementy nawiązujące do świątyń pogańskich i do architektury sakralnej Azji. Na ścianach widoczne są ozdobne motywy ognia, młota, strzał, ziarna, winogron, koguta, swastyki. Obecność motywów obcych prawosławnej tradycyjnej architekturze sakralnej sprawiła, iż Rosyjski Kościół Prawosławny nie wydał zgody na jej konsekrację natychmiast po ukończeniu budowy. Wykorzystanie motywów związanych z różnymi epokami i kulturami było świadomym zabiegiem twórców obiektu, którzy pragnęli w ten sposób ukazać jedność religii.
Polski historyk architektury Piotr Krasny zaliczył cerkiew w Parchomiwce do świątyń wzniesionych w stylu neoruskim - charakterystycznej odmianie stylu bizantyjsko-rosyjskiego, naśladującej budownictwo staroruskie. Podkreśla on, że budowle neoruskie wznoszone były przede wszystkim w miejscach, gdzie faktycznie istniały w przeszłości świątynie staroruskie, które jednak w toku późniejszych przebudów zatraciły pierwotne cechy stylowe, podczas gdy w Parchomiwce obiekt taki nigdy wcześniej nie funkcjonował, co było sytuacją wyjątkową. Charakterystyczną cechą świątyni w Parchomiwce dla Krasnego jest skomponowanie jej efektownej, masywnej sylwetki z prostych brył, które zostały w oryginalny sposób spiętrzone. Z kolei oblicowanie całości cegłą wapienną pozwoliło przy pomocy tanich materiałów uzyskać efekt nawiązujący do surowych form architektury Rusi Kijowskiej.